# Anders Hallgren

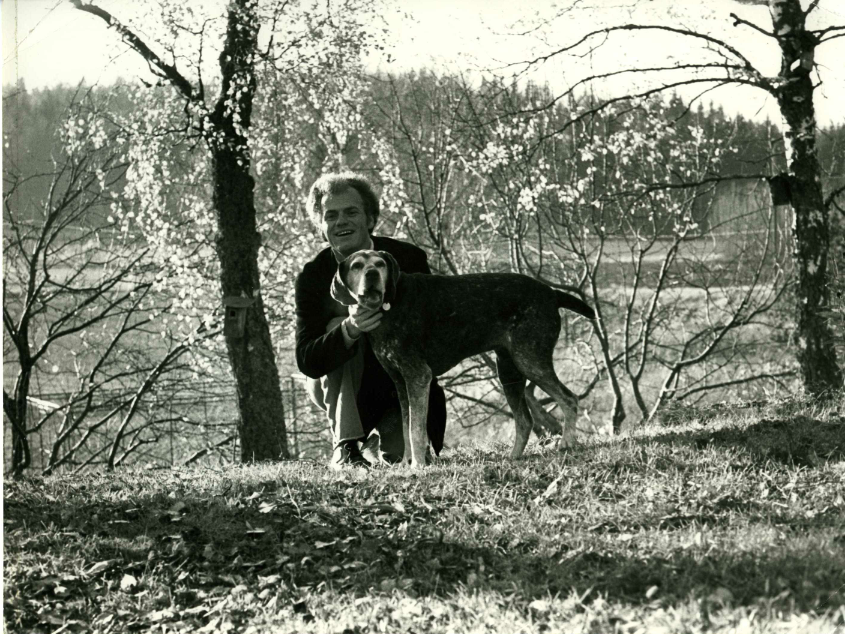
Anders Hallgren i pausen på ett redaktionsmöte för tidningen "Vi Hundägare" hemma hos Ingrid Lingmark i Solsta, Stockholm, en höstdag 1977. Hunden är Lingmarks vorstehhund Tellus Kamilla.

Anders Hallgren, född 1940. Hundpsykolog, psykolog, fil. lic. Anders Hallgren anses vara världens första hundpsykolog, efter att i början av 1970-talet ha introducerat yrket hundpsykolog i Sverige. Han har vigt sitt liv åt att hjälpa problemhundar. Hans koncept var banbrytande. De innovativa, mjuka och positiva träningsmetoderna som han en gång introducerade används nu över hela världen.  Han är förespråkare av de etologiska metoder vid hundträning som bygger på kommunikation, samspel, uppmuntran och belöning i motsats till de äldre och traditionella metoder som bygger på disciplin och straff. Att hundar behöver mental aktivering var en viktig milstolpe redan på 1970-talet. Hallgren har skrivit 29 böcker om hundars problem, träning och beteende. Böckerna har översatts och givits ut i många länder. Han är en eftersökt föreläsare och lärare i hundpsykologi. 
Djurfotograf Eivor Rasehorn har illustrerat några av hans tidigare böcker.